# Angelica Bengtsson
Angelica Therese Bengtsson (ur. 8 lipca 1993 w Väckelsång) – szwedzka lekkoatletka specjalizująca się w skoku o tyczce.
Zwyciężczyni plebiscytu na wschodzącą gwiazdę światowej lekkoatletyki (2010). W 2011 zajęła czwarte miejsce w plebiscycie na  wschodzącą gwiazdę europejskiej lekkoatletyki organizowanym przez European Athletics. Rok później, w tym samym plebiscycie, uplasowała się na pierwszym miejscu.

## Osiągnięcia
- złoty medal mistrzostw świata juniorów młodszych (Bressanone 2009)
- 3. miejsce podczas zawodów I ligi drużynowych mistrzostw Europy (Budapeszt 2010)
- złoto mistrzostw świata juniorów (Moncton 2010)
- złoty medal igrzysk olimpijskich młodzieży (Singapur 2010)
- złoto mistrzostw Europy juniorów (Tallinn 2011)
- złoto mistrzostw świata juniorów (Barcelona 2012)
- brąz młodzieżowych mistrzostw Europy (Tampere 2013)
- 5. miejsce podczas mistrzostw Europy (Zurych 2014)
- złoty medal młodzieżowych mistrzostw Europy (Tallinn 2015)
- 4. miejsce podczas mistrzostw świata (Pekin 2015)
- brązowy medal mistrzostw Europy (Amsterdam 2016)
- brązowy medal halowych mistrzostw Europy (Belgrad 2017)
- 10. miejsce podczas mistrzostw świata (Londyn 2017)
- 11. miejsce podczas halowych mistrzostw świata (Birmingham 2018)
- 6. miejsce podczas mistrzostw Europy (Berlin 2018)
- 6. miejsce podczas mistrzostw świata (Doha 2019)
- 4. miejsce podczas zawodów I ligi drużynowych mistrzostw Europy (Kluż-Napoka 2021)
- wielokrotna mistrzyni i rekordzistka kraju

W 2012 reprezentowała Szwecję na igrzyskach olimpijskich Londynie – 19. pozycja w eliminacjach nie dała jej awansu do finału. Cztery lata później, podczas igrzysk w Rio de Janeiro zajęła 14. miejsce w eliminacjach i ponownie nie zdołała awansować do finału. W trzecim olimpijskim starcie w Tokio (2021) zajęła 13. miejsce w finale.

## Rekordy życiowe
- skok o tyczce – 4,80 (2019) były rekord Szwecji; w 2010 ustanowiła z wynikiem 4,47 (nieaktualny już) rekord świata kadetek[4], a w 2012 z wynikiem 4,58 (również nieaktualny) rekord świata juniorek
- skok o tyczce (hala) – 4,81 (2019) rekord Szwecji, w 2011 roku ustanowiła z wynikiem 4,63 (nieaktualny już) halowy rekord świata juniorek[5][6][7]